# Moulin de Villeneuve (Saint-Arnoult-en-Yvelines)
 (novembre 2024).
Les informations dans cet article sont mal organisées, redondantes, ou il existe des sections bien trop longues. Structurez-le ou soumettez des propositions en page de discussion.
Avec le temps, il arrive que le contenu présent dans un article devienne désordonné. Il est souvent nécessaire de réorganiser l'article de fond en comble.
- Il faut tout d’abord répartir le contenu de l'article en plusieurs sections. Les informations doivent ensuite être exposées clairement et le plus synthétiquement possible, regroupées par sujet afin d'éviter les doublons. Quelqu'un cherchant une information précise doit pouvoir la trouver rapidement en lisant la section appropriée.
- À l'intérieur de chaque section, le texte, souvent initialement sous la forme de phrases éparses, doit être regroupé dans des paragraphes de quelques lignes, en assurant un enchaînement logique et une cohérence entre les phrases.
- Lorsque l'article ou l'une de ses sections développe trop longuement un point qui n'est pas dans le cœur du sujet traité, il convient de faire une synthèse et de transférer l'ancien contenu dans des articles plus appropriés (en cas de transfert, il faut impérativement respecter la procédure Aide:Scission).

Si vous pensez que ces points ont été résolus, vous pouvez retirer ce bandeau et améliorer le plan d'un autre article.
Le moulin de Villeneuve, ou Maison Elsa Triolet-Aragon, est un ancien moulin à eau situé sur la Rémarde à Saint-Arnoult-en-Yvelines, entouré d'un parc de six hectares. Il fut construit au XIIe siècle et remanié aux XVIIIe et XIXe siècles. À partir de 1904, il ne servit plus de moulin, mais de résidence campagnarde.
Propriété des écrivains Louis Aragon et Elsa Triolet dans la seconde moitié du XXe siècle, le moulin de Villeneuve est devenu après leur mort un musée, la Maison Elsa Triolet-Aragon. Le lieu composé d'un appartement-musée, de salles d'expositions, de conférence et de spectacle est consacré à la mémoire des deux auteurs, à la recherche grâce à la bibliothèque de 30 000 volumes et au soutien à la création contemporaine.

## Historique du moulin
Construit au XIIe siècle, le moulin de Villeneuve était le plus en amont des moulins de Saint-Arnoult-en-Yvelines. La ville, proche des champs de la Beauce, a compté jusqu'à sept moulins. La Rémarde prend sa source 8 km en amont.
Il fut la propriété de Louis de Villeneuve en 1541, Seigneur de Bonnelles. Ayant le statut de moulin banal, les vassaux avaient l'obligation d'aller faire moudre leur grain au moulin dont ils dépendaient pour ne pas risquer de dures réprimandes. Le meunier prenait une somme d'argent ainsi qu'une contrepartie en nature et était tenu de rendre la farine sous trois jours. En 1608, son propriétaire Philibert Guybert entreprit de grands travaux dans les lieux. "Dès 1608, il avait fait outre plusieurs ouvrages de maçonnerie et charpenterie qui ont esté faicz audit moulin de Villeneuve, relever les étables, construire une chambre avec cheminée carrelée, deux arches de pierre, un grand mur et un moulin à blé, du côté du devant une grande île pour empêcher que l'eau ne se pardi, un glacis, des vannes, ainsi que des fossez autour dud. moulain pour escouler les eaues". Il s'y attacha si fort qu'il prit titre d'Escuyer sieur de Villeneuve.  En 1762 la famille Rohan acheta le moulin. Vendu aux enchères à la révolution française comme bien national, il fut acheté par Guillaume Stourm le 22 mai 1794,
Au milieu du XIXe siècle, l'administration entreprit de réglementer le fonctionnement des moulins afin de réduire les inondations et de faire respecter le droit des tiers. Le moulin de Villeneuve reçut sa réglementation et son agrément par arrêté préfectoral du 3 mai 1852, tenant compte du fait qu'étant antérieur à l'abolition des droits féodaux il était "fondé en titres" et son droit d"eau perpétuel.
Perdant progressivement toute fonction économique à la fin du XIXe siècle, le moulin arrêta son activité en 1904. Il devint alors résidence de campagne changeant plusieurs fois de propriétaires entre 1935 et 1951. Constitué en société immobilière, y passent alors des visages assez disparates, artistes de variété ou industriels. À la veille de leur rachat par Louis Aragon et Elsa Triolet, la majorité des parts appartenaient à la famille Cartier-Bresson et à Jeanne et Léon Moussinac.

## Maison de campagne et source d'inspiration du couple d'écrivains
Louis Aragon et Elsa Triolet achètent le Moulin de Villeneuve en juillet 1951. Locataires d'un appartement parisien, rue de la Sourdière puis au 56 rue de Varenne, ils y passent principalement les week-ends et les vacances. Le couple témoigne d'un grand investissement pour le moulin et son parc de près de 6 hectares dès son arrivée. Elsa dessine le plan de toute la propriété, en baptise les allées, les pelouses et les bois. Elle en fait de longues descriptions dans ses correspondances avec sa sœur Lili Brik :« Nous avons fauché le chemin jusqu'au fond où des bouleaux font comme un mur autour d'une sorte de salle ronde, nous y avons mis une table et des bancs. Nous avons jeté çà et là des ponteaux. Pour transformer cette forêt vierge en parc il faudrait plusieurs personnes et une fortune fabuleuse ! Aussi vais-je me promener avec une faucille à la main et avec des gants pour me protéger des brûlures d'orties. Tout cela nous distrait beaucoup. Aragocha travaille dans le jardin comme un forçat, comme un forcené au lieu de prendre du repos, il est éreinté, mais, par moments, heureux. »
La maison est aussi décorée dans un charme rustique selon les soins du couple et particulièrement d'Elsa Triolet. La couleur bleue y domine dans le bureau de l'écrivaine, et le couple y apporte une partie de sa bibliothèque. Conseillée par l'antiquaire Delbée, Elsa Triolet eut recours à des vanneries d'origine extrême-orientale qui voisinent avec deux tables de boucher.Le lieu accueille régulièrement à l'époque les amis du couple, émerveillés par le salon, où coule encore la cascade du moulin dont on a retiré la roue. En témoignent la collection d'art contemporain, et les objets hétéroclites conservés encore aujourd'hui offerts par Pablo Picasso, Fernand Léger, Jean-Pierre Chabrol ou Pablo Neruda. En 1966, Agnès Varda vient filmer Louis Aragon et Elsa Triolet dans leur moulin pour son court-métrage documentaire, Elsa la rose, consacré au couple. 
Beaucoup d'écrits du couple sont inspirés par le lieu à partir de 1951. Elsa Triolet y écrivit Le cheval roux, publié en 1953, comme en témoigne Aragon à travers le poème "Elle rêvait" dans Les yeux et la mémoire. Aragon y écrivit La semaine Sainte en 1958. Il témoigna à maintes reprises de son attachement à la maison, notamment dans La mise à mort en 1965 :

« Ah, nous en avons tant acheté, des demeures dans la campagne ou des cachettes dans les villes, pour l'amour et pour le silence, et notre solitude à deux !

Rêve ou jeu, vois-tu, c'est tout comme, et l'avons-nous joué, rêvé, ce lieu où tu te réfugies, quand Paris t'épuise de gens, de cris, et d'exigences ?

Écoute ce décor d'eaux et d'arbres, ne l'avons-nous pas ensemble combiné, n'est-il pas comme une grande convention que nous nous sommes l'un à l'autre faite, à demi conscients des temps qui vont venir ? »

Le 16 juin 1970, Elsa Triolet y mourut, frappée d'un malaise cardiaque dans les allées du parc. Ayant souhaité être enterrée dans sa propriété, au pied de deux grands hêtres, elle fut enterrée là le 2 décembre 1970 par dérogation présidentielle. Aragon fit venir quelques jours plus tard le violoncelliste Mstislav Rostropovitch pour interpréter la Sarabande de Bach au pied de la tombe. 
Soucieux de l'héritage qu'il laissait, Aragon proposa en 1976 le legs du moulin de Villeneuve à la nation française, dans le but d'en faire un lieu consacré à la mémoire, la recherche et au soutien à la création artistique. L'Etat accepta le legs. Le poète décéda en 1982. Il rejoignit Elsa Triolet dans leur tombe, sur laquelle on peut lire cette phrase d'Elsa Triolet, tirée de la préface de leurs Œuvres romanesques croisées :

« Quand côte à côte nous serons enfin des gisants, l’alliance de nos livres nous réunira pour le meilleur et pour le pire dans cet avenir qui était notre rêve et notre souci majeur, à toi et à moi. La mort aidant, on aurait peut-être essayé, et réussi à nous séparer plus sûrement que la guerre de notre vivant, les morts sont sans défense. Alors nos livres croisés viendront, noir sur blanc la main dans la main s'opposer à ce qu'on nous arrache l'un à l'autre. ELSA »

## Ouverture au public
La propriété a été léguée à la France, suivant la volonté du poète et a ouvert ses portes au public en 1994 après d'importants travaux. Voulu comme un musée, ainsi qu'un lieu de recherche et de création, le lieu n'accueillit pas les manuscrits du couple, conservés aujourd'hui à la Bibliothèque nationale de France, mais toute leur bibliothèque et leur collection d'art contemporain. D'importants travaux entre 1990 et 1994 permirent la restauration du moulin : le bief derrière le moulin fut réparé, la rivière étanchée et ses berges consolidées. Les plantations furent rénovées.Les appartements restèrent tels qu'en l'état au décès d'Aragon, jusqu'à l'éphéméride dans le couloir arrêté sur la date du 16 juin 1970, date de décès d'Elsa. Dans le parc, un magnétophone diffuse la Sarabande de Bach et le chant du rossignol à côté de la tombe du couple.
La Maison Elsa Triolet - Aragon est constituée en association où siégeaient les amis d'Aragon et Elsa Triolet parmi lesquels Edmonde Charles-Roux, fondatrice et présidente jusqu'à son décès en 2016. Erik Orsenna est élu président en février 2016. La Maison Elsa Triolet-Aragon est devenue la première maison labellisée Maisons des Illustres en 2012.
Elle organise chaque année plusieurs expositions d'art contemporain. Ernest Pignon-Ernest,  Erró, Jacques Villeglé, Bernard Rancillac, Speedy Graphito, Ben et Benjamin Spark entre autres ont exposé ces dernières années. Certaines expositions sont aussi consacrées à la mémoire du couple d'écrivains. En 2012, pour les 30 ans de la mort d'Aragon, son appartement au 56 rue de Varennes célèbre pour ses collages aux murs est reconstitué à l'intérieur d'une salle d'exposition. La Maison Elsa Triolet-Aragon a développé un fonds permanent d'art contemporain. Un jardin de sculptures s'est développé ces 10 dernières années, au fil d'expositions temporaires, et accueille aujourd'hui les œuvres de plus d'une vingtaine d'artistes contemporains. 
En 2014, la Maison Elsa Triolet-Aragon fait l'acquisition d'un ancien bal-parquet couvert, le Modern Dancing. Ancien dancing entièrement en bois et vitraux construit entre 1943 et 1946, celui-ci est inscrit sur la liste secondaire des monuments historiques, et accueille les pièces de théâtre, conférences, lectures de poésie et concerts organisés sur place. 
Une grande partie du public de la Maison est un public scolaire ou périscolaire. La Maison Triolet - Aragon a développé une série d'ateliers pédagogiques d'écriture, d'art plastique et de musique pour tous niveaux ainsi que des malles pédagogiques en location. 
Durement touchée par les inondations du mardi 31 mai 2016, la Maison Elsa Triolet - Aragon ferma et rouvrit ses portes après 33 jours de fermeture.
La maison est inscrite depuis le 15 février 2017 à la liste des monuments historiques,.
La maison ouvre ses portes tous les après-midis de février à novembre, de 14h à 18h pour le parc et appartement-musée les samedis, dimanches et jours fériés aux mêmes heures. Les photographies sont autorisées dans le parc mais pas dans l'appartement-musée.

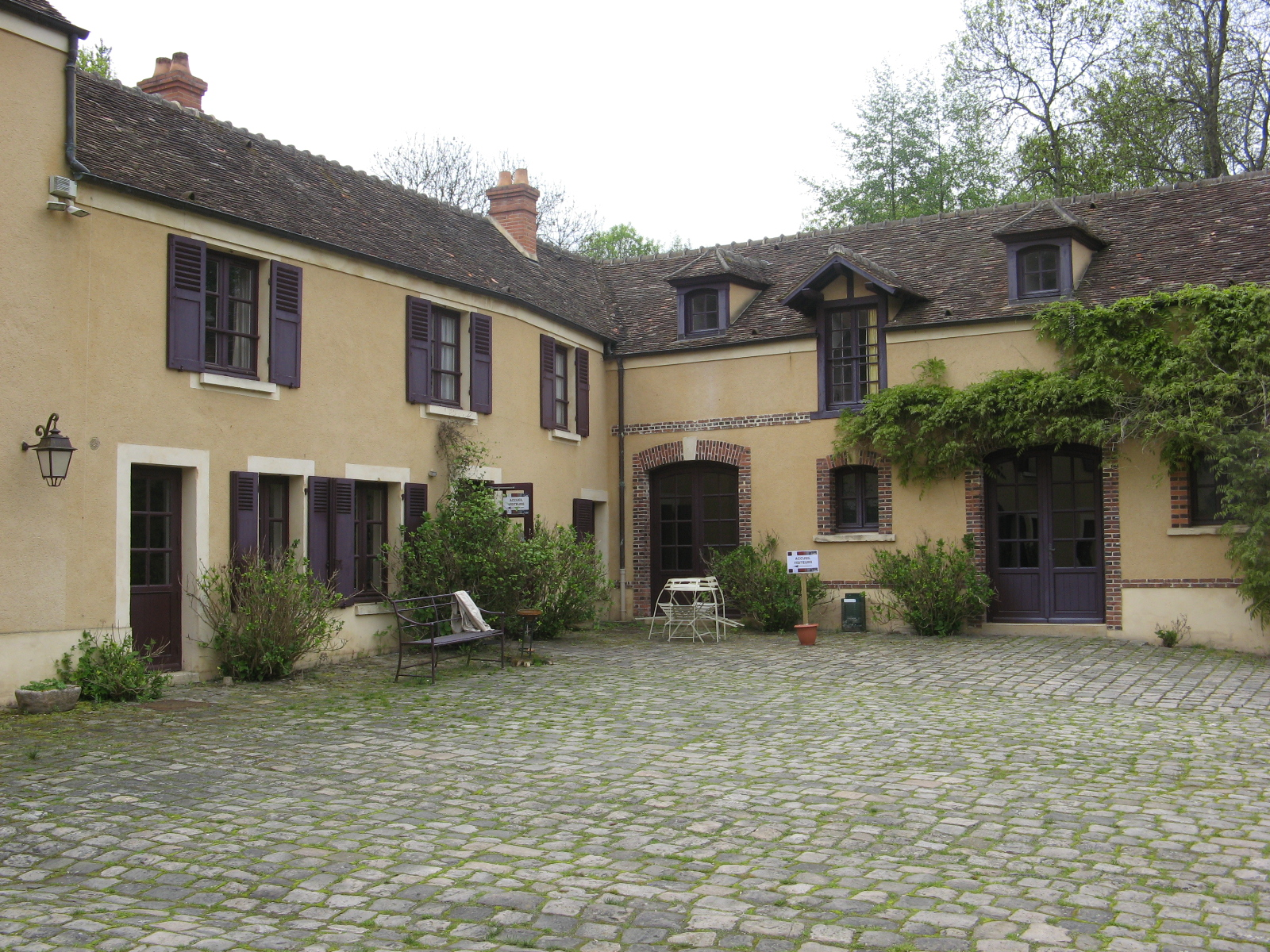
Moulin de Villeneuve à Saint-Arnoult-en-Yvelines, demeure d'Elsa Triolet et Louis Aragon.
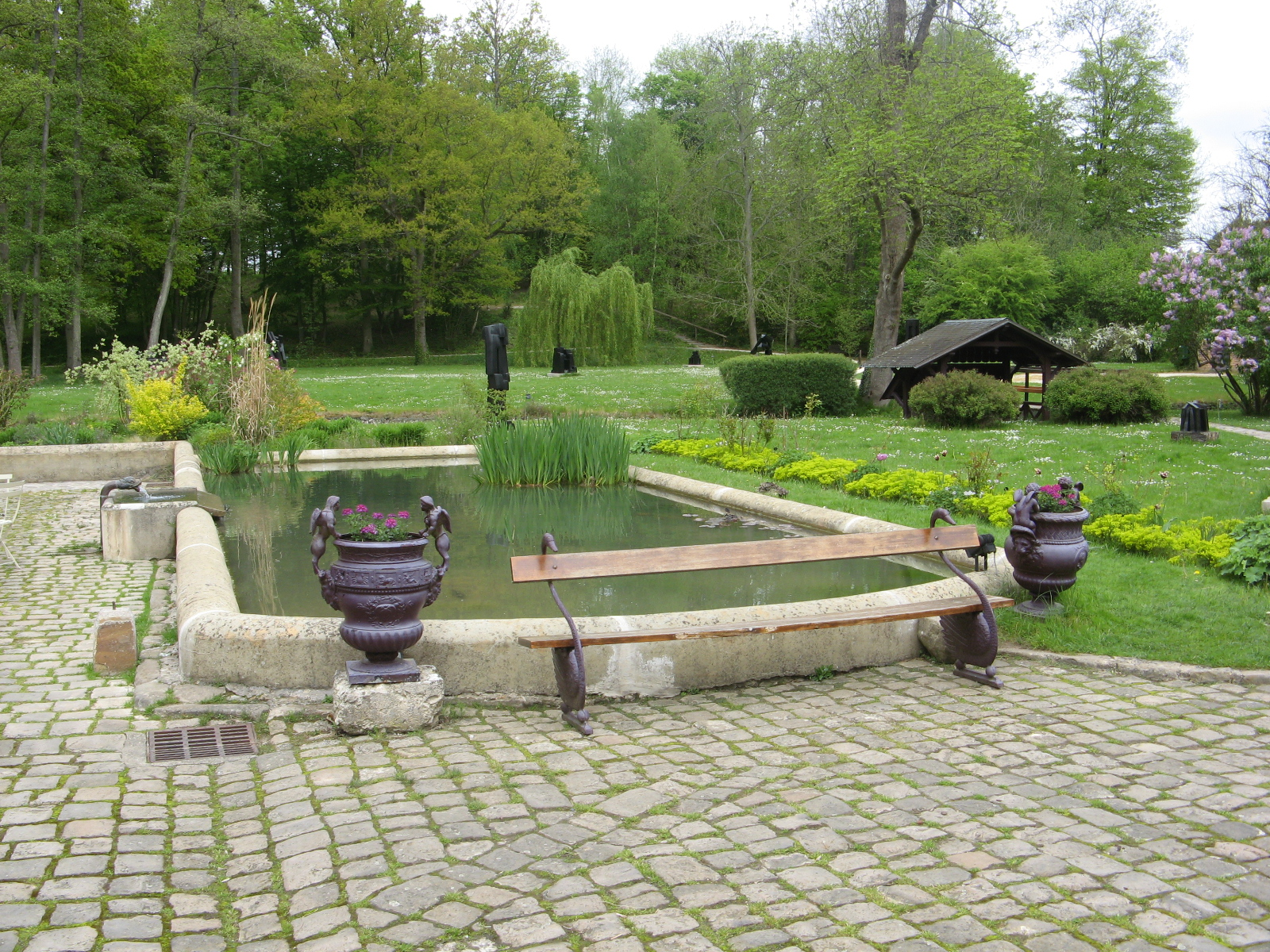
Le bassin du Moulin de Villeneuve.
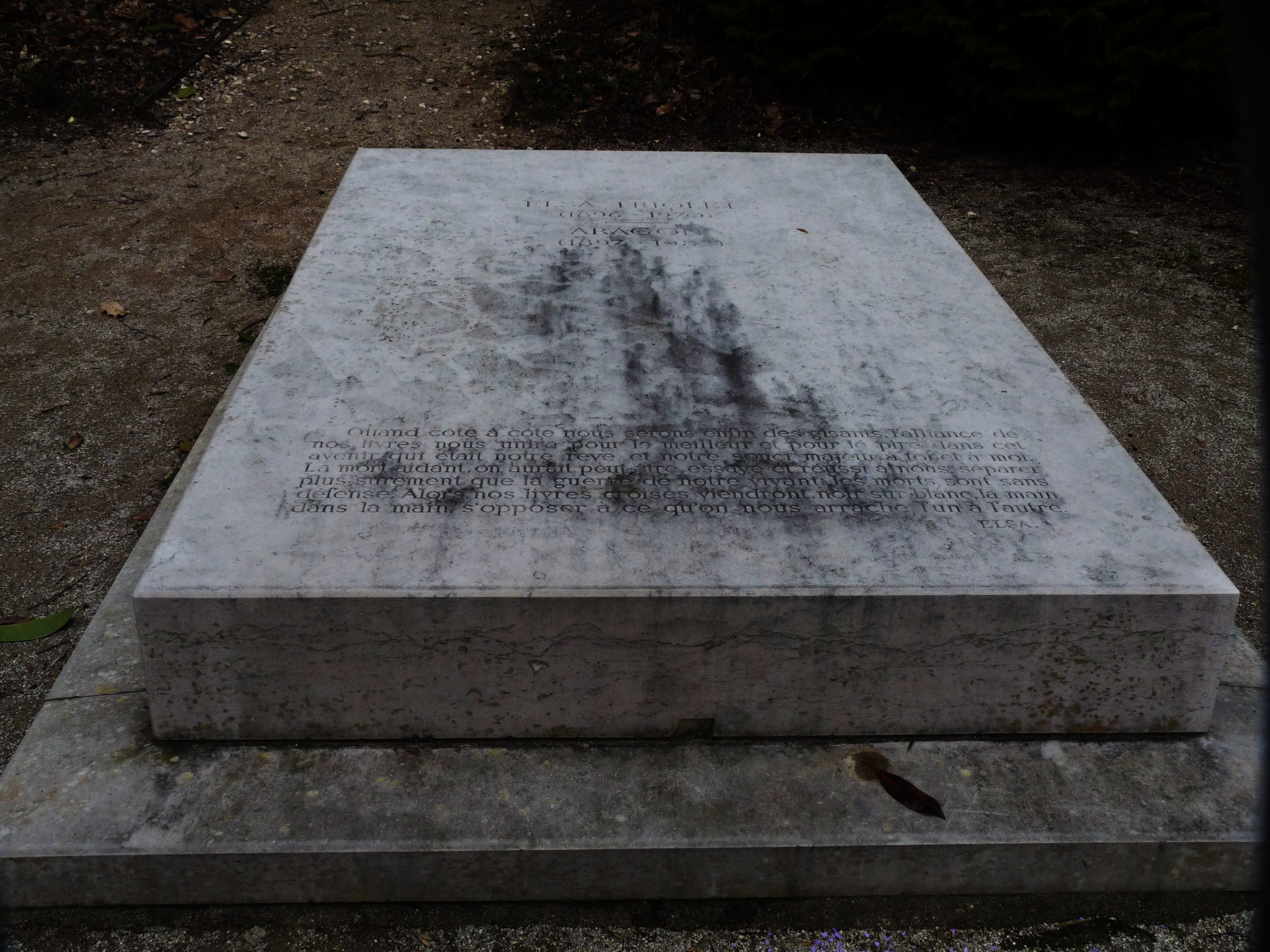
Le tombeau d'Elsa Triolet et de Louis Aragon.